# 片桐製作所
株式会社片桐製作所（かたぎりせいさくしょ）は、山形県上山市に本社を置く企業。

## 概要
1947年（昭和22年）、現会長である片桐久吉が創業。精密冷間鍛造成形、高精度二次加工、超砥粒工具製造・販売、金型／超硬合金製造・販売を行う。東京都に営業所を構えている。
精密冷間鍛造による省資源型の部品供給を提案している。冷間鍛造技術と精密切削技術のコンビネーション、および、社内開発専用機を含む生産設備により部品製造を行う。また、金型精密加工用に自社加工した超砥粒工具（ダイヤモンド/CBNホイール）は平成11年度東北ニュービジネス大賞を受賞し、「STRAX（シュトラックス）」ブランドで全国販売展開中。

## 沿革
- 1947年 - 片桐製作所創業、従業員2名
- 1955年 - 有限会社に組織変更
- 1963年 - 有限会社から株式会社に改組、東京営業所開設
- 1966年 - 冷間鍛造技術導入（東北地区初）
- 1969年 - 金谷工場落成、操業開始
- 1998年 - 代表取締役社長　片桐鉄哉　就任
- 2007年 - 山形市蔵王松ヶ丘に新工場「F10棟」落成
- 2018年 - 山形市蔵王松ヶ丘に新工場「F11棟」落成